# پروتکل هسته باز
پروتکل هسته باز (اختصاری OCP)، یک پروتکل رایانه‌ای برای ارتباط بین زیرسامانه‌های درون‌تراشه‌ای (On-chip) است. این پروتکل با مجوز باز ارائه شده و با تمرکز بر هسته پردازشی طراحی شده‌است. OCP یک رابط کاربری قابل پیکربندی و مستقل از گذرگاه (رایانه) تعریف می‌کند. مشخصات این پروتکل توسط نهاد بین‌المللی Open Core Protocol International Partnership (به‌اختصار OCP-IP) تدوین می‌شود. مدل‌های انتقال داده در OCP از درخواست–تأیید ساده تا پاسخ‌دهی خط لوله‌ای و عملیات‌های خارج از ترتیب (رایانش) را شامل می‌شود.
هسته IPهای قدیمی نیز قابلیت تطبیق با OCP را دارند، در حالی‌که پیاده‌سازی‌های جدید می‌توانند از ویژگی‌های پیشرفته آن بهره‌مند شوند. طراحان می‌توانند فقط ویژگی‌ها و سیگنال‌هایی را انتخاب کنند که با نیازهای داده، کنترل و تست نرم‌افزار یک هسته سازگار هستند.
پروتکل Open Core یکی از چندین رابط (رایانه) بین‌پردازندهای در FPGAهاست که برای اتصال واسط نرم‌افزاری FPGA به واحد پردازش مرکزی در FPGA به‌کار می‌رود—اعم از پردازنده نرم‌افزاری یا پردازنده سخت‌ماژول. رابط‌های مشابه دیگر شامل AXI، Avalon (رابط سخت‌افزاری) و Wishbone (گذرگاه) هستند.
شرکت Altera، یکی از تولیدکنندگان FPGA، در سال ۲۰۱۰ به مشارکت بین‌المللی Open Core Protocol پیوست.

## مزایا
پروتکل OCP دارای مزایای متعددی در طراحی و توسعه سیستم روی تراشه است، از جمله:
- حذف نیاز مداوم به تعریف مجدد، تأیید، مستندسازی و پشتیبانی از پروتکل رابط
- سازگاری آسان با قابلیت‌های جدید هسته پردازشی
- ساده‌سازی فرآیند تأیید نرم‌افزار از طریق قابلیت حمل (رایانه) تست‌بنچ
- کاهش تغییرات در مجموعه تست‌ها هنگام ارتقا یا بهبود هسته
- قابلیت اتصال به هر ساختار گذرگاه یا شبکه درون‌تراشه‌ای
- ارائهٔ قابلیت استفاده مجدد و انعطاف‌پذیری در سطح استاندارد صنعتی
- امکان ارتباط نقطه به نقطه مستقیم بین دو هسته پردازشی

## معایب
- دو شرکت بزرگ تولیدکننده FPGA یعنی Altera و Xilinx از این پروتکل پشتیبانی نمی‌کنند.[۲]